# フェイシア (自動車)
フェイシア (fascia) は、自動車用語。幾つかの異なった事象に対して使用されている。
1. イギリスでの用法
自動車の運転席の前面にある、インストルメント・パネル（計器盤）とダッシュボードの何れか、もしくはそれら両方を指す。主にエンスージアストや専門家などが用いており、一般の英語としては必ずしも通用しない。
2. 北アメリカでの用法
自動車を前方から見た場合の、外観の見栄え（フロント・ルック、フロント・デザイン）を意味する。いわゆる、「フロントデザイン」のことであり、フロントグリル、ヘッドランプ、フロントバンパー等々、個々の部品のディテール（細部、詳細な仕様）も含まれる。この部分は自動車（特に乗用車）のスタイリングの変更に際して最も簡単に手をつけられる部分であり、印象を決定付ける重要な部分でもある。この用語も専門的であり、一般の英語としては必ずしも通用しない。
3. 日本での用法
初め、英国車の販売関係者やユーザーの一部の間で1.の用法が見られた。その後、自動車業界のマーケティング用語として2.の用法の使用も見られるようになった。現在、自動車評論家や一般の自動車愛好家が使用することがあるが、1.と2.のいずれの用法であるのかはその文脈によってのみ判断される。